# Bruine incakolibrie
De bruine incakolibrie (Coeligena wilsoni) is een vogel uit de familie Trochilidae (kolibries). De vogel werd in 1846 geldig beschreven door de Franse onderzoekers  Adolphe Delattre en Jules Bourcier en vernoemd naar de Amerikaanse verzamelaar Thomas Bellerby Wilson.

## Verspreiding en leefgebied
Deze soort komt voor van westelijk Colombia tot westelijk Ecuador.